# Uthina
Uthina är ett släkte av spindlar. Uthina ingår i familjen dallerspindlar.
Kladogram enligt Catalogue of Life:
| Uthina | \| \| Uthina atrigularis \| \| \| \| \| \| Uthina luzonica \| \| \| \| |
|        | \| \| Uthina atrigularis \| \| \| \| \| \| Uthina luzonica \| \| \| \| |
|        | Uthina atrigularis                                                     |
|        |                                                                        |
|        | Uthina luzonica                                                        |
|        |                                                                        |